# Sot de Puigdomènec

El Sot de Puigdomènec, respecte del terme de Granera

El Sot de Puigdomènec és un torrent i un sot, o vall molt tancada, del terme municipal de Granera, a la comarca del Moianès.
Està situat a la zona sud-oriental del terme, a ponent i al sud-est del poble de Granera. Es forma a l'extrem sud-est de la Serra de Puigdomènec i de les Roques de Puigdomènec, al lloc on es troben aquestes dues formacions orogràfiques, des d'on davalla cap al nord-oest, resseguint aquestes dues formacions, deixant a l'esquerra la serra, amb la masia de Puigdomènec al capdamunt, i a la dreta les roques. S'aboca en el torrent de Salvatges a prop i al sud-est de la Plana del Mas i del naixement de la riera del Marcet.